# Ignaz Friedman
Ignaz Friedman (Podgórze, 13 de fevereiro de 1882 — Sydney, 26 de janeiro de 1948) foi um pianista e compositor polaco.
Estudou piano sob orientação de Theodor Leschetizky.
Seu primeiro recital foi em 1904. Percorreu muitos países dando concertos.Era reconhecido como um grande intérprete de Chopin. Gravou obras de Chopin, Liszt e Beethoven, entre outros.
Em 1940, mudou-se para Sydney. É autor de várias obras originais para piano e transcrições, destacando-se as 'Fantasiestücke'.
Friedman é conhecido também por uma edição revisada das obras para piano de Chopin, em 12 volumes, publicada pela editora Breitkopf & Härtel.